# Ryan Rossiter
Ryan Rossiter (Staten Island, Nueva York, 14 de septiembre de 1989) es un baloncestista estadounidense que pertenece a la plantilla de Alvark Tokyo de la B.League japonesa. Con 2,06 metros de estatura, juega en la posición de ala-pívot.

## Trayectoria deportiva

### Universidad
Jugó cuatro temporadas con los Saints del Siena College, en las que promedió 11,0 puntos, 8,7 rebotes, 1,0 asistencias y 1,3 tapones por partido. En su última temporada fue elegido Jugador del Año de la Metro Atlantic Athletic Conference tras promediar 18,7 puntos y 13,2 rebotes por partido. Esa temporada y la anterior fue también incluido en el mejor quinteto de la conferencia.

### Profesional
Tras no ser elegido en el Draft de la NBA de 2011, fichó por el Denain ASC Voltaire de la Pro B, la segunda división del baloncesto francés. Allí jugó una temporada en la que promedió 13,9 puntos y 9,6 rebotes por partido.
La temporada siguiente regresó a su país para fichar por los Canton Charge de la NBA Development League. Jugó una temporada saliendo desde el banquillo en la que promedió 6,0 puntos y 4,4 rebotes por partido.
En agosto de 2013 se comprometió con el Utsunomiya Brex de la B League, En su primera temporada, jugando como titular, promedió 20,8 puntos y 11,7 rebotes por partido. En su última temporada hasta la fecha en el equipo nipón, la 2017-18, promedió 13,4 puntos y 10,1 rebotes.
El 21 de junio de 2021 dejaría los Utsunomiya Brex para dar ser fichado por Alvark Tokyo de la B League.